# Urodacus uncinus
Espèce
Urodacus uncinus est une espèce de scorpions de la famille des Scorpionidae.

## Distribution
Cette espèce est endémique du Pilbara en Australie-Occidentale. Elle se rencontre vers Wodgina, Goldsworthy, Meentheena et Warrawagine.

## Description
Les mâles mesurent de 6,80 à 9,10 mm et les femelles de 8,90 à 9,90 mm.

## Systématique et taxinomie
Cette espèce a été décrite par Buzatoo, Clark, Harvey et Volschenk en 2023.

## Publication originale
- Buzatoo, Clark, Harvey & Volschenk, 2023 : « Two new species of burrowing scorpions Urodacus (Scorpiones: Urodacidae) from the Pilbara region of Western Australia with identical external morphology. » Australian Journal of Zoology, p. 1-18 (texte intégral).